# 李殿勛
李 殿勛（り てんじゅん、1967年11月 - ）は、中華人民共和国の政治家。中国共産党第20期中央候補委員。第13期、第14期全国人民代表大会代表。

## 経歴
1967年11月、河南省上蔡県で生まれる。1989年に華東師範大学を卒業し、西南政法大学に合格した。
1991年7月に重慶市人民政府法制局へ入局した。以後、副主任科員、主任科員、弁公室総合協調処負責人、弁公室総合協調処処長、弁公室主任を歴任した。2009年3月、中国共産党開県（現在の開州区）委員会書記に就任。2013年2月、中国共産党重慶市南川区委員会書記に就任。2014年9月、重慶市人民政府副秘書長に就任。2015年2月、重慶市科学技術委員会主任に就任。2018年1月、重慶市人民政府副市長が就任し、副部級が昇進した。
2019年5月、湖南省に異動し、中国共産党湖南省委員会常務委員、政法委員会書記に就任した。2021年12月、湖南省人民政府常務副省長に就任。2023年9月、中国共産党湖南省委員会専職副書記に就任。
2024年12月31日、李殿勛は近くの湖北省に転任して中国共産党湖北省委員会副書記に就任した。2025年1月2日には同省人民政府省長を兼務する。